# MacGillivray Milne
MacGillivray Milne, né le 19 août 1882 à Gauley Bridge en Virginie-Occidentale et mort le 26 janvier 1959 à Oakland en Californie, est un homme politique américain. Il est gouverneur des Samoa américaines de 1936 à 1938.